# Theodor Mayer (Sänger)
Theodor Mayer (* 9. November 1839 in München; † 24. September 1909 ebenda) war ein deutscher Opernsänger (Bariton/Bass).

## Leben
Der Sohn eines Hofsporers besuchte das Münchner Konservatorium und trat 1865 in Ulm zum ersten Mal als „Jacob“ in Josef in Ägypten von Étienne-Nicolas Méhul auf.
Er machte den Krieg von 1866 mit sowie den Deutsch-Französischen Krieg 1870/71. Nach Engagements in Bamberg und Linz debütierte er als „Heerrufer“ in Lohengrin erfolgreich in München und trat am 1. September 1871 in den Verband des Münchner Hoftheaters.
In jungen Jahren sang er zweite und erste Baritonpartien, dann ging er mit großem Erfolg zum ausgesprochenen Baßbuffofach über, in welchem er viele Jahre hindurch als „Bartolo“ in Figaros Hochzeit, „Schulmeister“ in Der Wildschütz, „Masetto“ in Don Giovanni, „Kellermeister“ in Undine (Lortzing) etc. zu den Lieblingen des Publikums zählte. Er war auch der erste „Alberich“ in der Siegfried- und der Götterdämmerung-Aufführung in München.
Sein liebenswürdiger Humor, der nie unschön ausartete oder die Grenzen des künstlerisch Erlaubten überschritt, und seine schlichte aber scharfe Charakterisierungsgabe ließen in ihm stets den echten Künstler erkennen. Auch nach mehr als dreißigjähriger Dienstzeit galt er im Ensemble als pflichttreuer, fleißiger Künstler, ein sicherer Träger kleinerer Rollen und verdienstvoller Veteran der Münchner Hofbühne.